# Traktor Tom
Traktor Tom (v anglickém originále Tractor Tom) je britský animovaný televizní pořad pro děti, který produkovaly společnosti Contender Entertainment Group a Hibbert Ralph Entertainment. Bylo vyrobeno 53 epizod, každá měla jedenáctiminutovou stopáž. Seriál byl vysílán od 9. února 2002 do 18. listopadu 2004. Seriál byl později nahrazen pořadem pro předškolní děti s názvem Prasátko Peppa.

## Děj
Jednotlivé příběhy se odehrávají na malé farmě ve Springhillu. Statek vlastní farmářka Fi a pomáhá jí kamarád Matt. V každé epizodě je zápletka, kterou spolu všichni obyvatelé farmy musí vyřešit.

## Obsazení
- Liza Tarbuck jako Fi
- James Nesbitt jako Matt
- Enn Reitel jako vedlejší postavy a zvukové efekty